# مطار باوريم
مطار باوريم (بالإنجليزية:  Bourem Airport)‏ (إيكاو: GABR) هو مطار يخدم مدينة باوريم في مالي.